# كهنة كومة (عشر ستاق)
کهنة کومة (بالفارسية: کهنه‌کومه) هي قرية تقع في إيران في قسم عشر ستاق الريفي. يقدر عدد سكانها بـ 52 نسمة بحسب إحصاء 2016.